# ラファエルソン・ベゼラ・フェルナンデス
ラファエルソン (Rafaelson) ことラファエルソン・ベゼラ・フェルナンデス（Rafaelson Bezerra Fernandes) またはグエン・スアン・ソン（ベトナム語: Nguyễn Xuân Son/阮春崙, 1997年3月30日 - ）は、ブラジル・マラニョン州ピラペマス出身のサッカー選手。ベトナム代表。ポジションはFW(CF)。

## 来歴
15歳からECヴィトーリアの下部組織でプレーし、2015年にトップチームへ昇格した。2018年1月に結婚。
同年2月、日本のベガルタ仙台へ期限付き移籍で加入した。3月7日のルヴァン杯・アルビレックス新潟戦で日本での公式戦初出場を果たしたが、この試合で全治3か月の重傷を負った。8月、ベガルタ仙台へ完全移籍。2019年1月、契約満了による退団が発表された。
2019年4月13日、デンマーク・ファーストディビジョンのネストヴェズBKに加入。
2020年1月12日、ベトナムVリーグ1のナムディンFCに移籍。
2020年11月3日、SHBダナンFCと契約。2021年シーズンのVリーグ1で12試合に出場して6ゴール1アシストを記録するが、リーグはCOVID-19パンデミックの影響で13節で中断の後に8月2４日に2021年シーズン中止となってしまう。2021年9月10日、ダナン退団を発表。
2021年9月29日、クイニョン・ビンディンFCに加入。春夏制最後となる2023シーズン（2月〜8月）、14ゴールを記録して得点王に輝く。
秋春制以降最初のシーズンとなる2023-24シーズンはテップ・サイン・ナムディンFCに復帰してVリーグ1優勝の原動力となり、自身も31ゴールを記録して2位以下に大差をつけて再び得点王となった。

### 代表歴
ベトナム国籍取得後の2024年12月3日、金相植監督率いるベトナム代表の2024 ASEANチャンピオンシップ登録メンバーに招集された。ベトナムにルーツのない帰化人選手がベトナム代表に招集されるのは2009年以来実に15年ぶりのことで、ファン・バン・サントス、フイン・ケスレー・アウベス、ディン・ホアン・マックス、ディン・ホアン・ラに続く形となった。
2024年12月21日、グループステージのミャンマー代表戦で代表デビューを果たす。先発フル出場して54分と90分にゴールを決めて5-0での大勝に貢献した。続いて12月26日に行われたシンガポール代表との準決勝1stレグでも後半アディショナルタイム13分に2点目を決めて勝利に貢献した。

## 個人成績
| 国内大会個人成績 | 国内大会個人成績 | 国内大会個人成績 | 国内大会個人成績 | 国内大会個人成績 | 国内大会個人成績 | 国内大会個人成績 | 国内大会個人成績 | 国内大会個人成績 | 国内大会個人成績 | 国内大会個人成績 | 国内大会個人成績 |
| 年度             | クラブ           | 背番号           | リーグ           | リーグ戦         | リーグ戦         | リーグ杯         | リーグ杯         | オープン杯       | オープン杯       | 期間通算         | 期間通算         |
| 年度             | クラブ           | 背番号           | リーグ           | 出場             | 得点             | 出場             | 得点             | 出場             | 得点             | 出場             | 得点             |
| ブラジル         | ブラジル         | ブラジル         | ブラジル         | リーグ戦         | リーグ戦         | ブラジル杯       | ブラジル杯       | オープン杯       | オープン杯       | 期間通算         | 期間通算         |
| ---------------- | ---------------- | ---------------- | ---------------- | ---------------- | ---------------- | ---------------- | ---------------- | ---------------- | ---------------- | ---------------- | ---------------- |
| 2015             | ヴィトーリア     |                  | セリエB          | 7                | 1                | 0                | 0                | -                | -                | 7                | 1                |
| 2016             | ヴィトーリア     | 19               | セリエA          | 1                | 0                | 1                | 0                | -                | -                | 2                | 0                |
| 2017             | ヴィトーリア     | 20               | セリエA          | 4                | 0                | 0                | 0                | -                | -                | 4                | 0                |
| 日本             | 日本             | 日本             | 日本             | リーグ戦         | リーグ戦         | リーグ杯         | リーグ杯         | 天皇杯           | 天皇杯           | 期間通算         | 期間通算         |
| 2018             | 仙台             | 18               | J1               | 0                | 0                | 1                | 0                | 0                | 0                | 1                | 0                |
| 通算             | ブラジル         | ブラジル         | セリエA          | 5                | 0                | 1                | 0                | -                | -                | 6                | 0                |
| 通算             | ブラジル         | ブラジル         | セリエB          | 7                | 1                | 0                | 0                | -                | -                | 7                | 1                |
| 通算             | 日本             | 日本             | J1               | 0                | 0                | 1                | 0                | 0                | 0                | 1                | 0                |
| 総通算           | 総通算           | 総通算           | 総通算           | 12               | 1                | 2                | 0                | 0                | 0                | 14               | 1                |

| 年度 | クラブ       | 州リーグ | 出場 | 得点 |
| ---- | ------------ | -------- | ---- | ---- |
| 2017 | ヴィトーリア | BA州     | 2    | 0    |
| 2018 | ヴィトーリア | BA州     | 1    | 0    |
| 通算 | 通算         | 通算     | 3    | 0    |
| 国際大会個人成績 | 国際大会個人成績 | 国際大会個人成績 | 国際大会個人成績 | 国際大会個人成績 |
| 年度             | クラブ           | 背番号           | 出場             | 得点             |
| CONMEBOL         | CONMEBOL         | CONMEBOL         | スダメリカーナ杯 | スダメリカーナ杯 |
| ---------------- | ---------------- | ---------------- | ---------------- | ---------------- |
| 2016             | ヴィトーリア     | 19               | 0                | 0                |
| 通算             | CONMEBOL         | CONMEBOL         | 0                | 0                |

## タイトル

### クラブ
ECヴィトーリア
- カンピオナート・バイアーノ：2回（2016年、2017年）

## 私生活
- 2018年1月に結婚しており[15]、子供が2人いる。
- 母国語であるポルトガル語の他、英語も話せる[16]。
- 2024年8月、5年間居住したことにより条件を満たしたためベトナム国籍を申請[17]。9月20日、ベトナム人名「グエン・スアン・ソン」（Nguyễn Xuân Son）とベトナムの市民権を得た[18]。